# Ta' Zwejt
Ta' Zwejt est une ville de Malte.